# Dont Look Back
Dont Look Back  [sic] es una película documental estadounidense de 1967 filmado por D.A. Pennebaker que cubre principalmente la gira británica ofrecida por Bob Dylan en 1965.
En 1998, la película fue considerada «cultural, histórica y estéticamente significativa» por la Biblioteca del Congreso de Estados Unidos y seleccionada para su preservación en el National Film Registry. En 2014, fue elegida como el 9.º mejor documental de todos los tiempos en una encuesta a los críticos de cine de la revista Sight & Sound.

## Resumen
El filme incluye a Joan Báez, Donovan y Alan Price (quien por entonces había abandonado el grupo The Animals), el mánager de Dylan Albert Grossman y el mánager de carretera Bob Neuwirth; también Marianne Faithfull y John Mayall figuran en el reparto. El largometraje muestra a un joven Dylan confiado, incluso arrogante, confrontante y contrario, pero carismático y atractivo.
Algunas escenas notables del filme son:
- La pulla de Dylan al corresponsal de arte y ciencia de The Times, Horace Judson.
- Dylan y Báez cantando temas de Hank Williams en la habitación de un hotel.
- Grossman, mánager de Dylan, negociando con Tito Burns.
- Dylan cantando "Only a Pawn in Their Game" el 6 de julio de 1963 en Greenwood, Misisipi, filmado por el director Ed Emswiller.
- Selección de canciones interpretadas por Dylan en el Royal Albert Hall.

La escena principal del largometraje también sirvió como video musical de una canción de Dylan, "Subterranean Homesick Blues", en el cual el músico expone y desecha tacos de tarjetas con distintas palabras y frases de la canción (incluyendo faltas de ortografía intencionadas). Durante el episodio, el poeta Allen Ginsberg hace un cameo.

## Edición y reedición
El filme fue visionado por primera vez el 17 de mayo de 1967 en el Presidio Theater de San Francisco, siendo estrenado el mismo día de septiembre en el 34th Street East Theater de Nueva York.
El 27 de febrero de 2007, Don't Look Back fue remasterizado digitalmente y reeditado en formato DVD. La edición, de dos discos, contiene la película remasterizada, con cinco pistas de audio adicionales, una versión alternativa del video de "Subterranean Homesick Blues", el libro guía original de D.A. Pennebaker escrito para coincidir con la edición de la película en 1968 y un nuevo documental de D.A. Pennebaker editado por Walker Lamond y titulado Bob Dylan 65 Revisited.
Una transcripción de la película, con fotografías, fue publicada en 1968 por Ballantine Books.[cita requerida]

## Influencia en la cultura popular
- El grupo Belle & Sebastian hace una referencia a la película en el álbum de 1996 If You're Feeling Sinister, durante la canción "Like Dylan in the Movies" (el verso en cuestión dice: "And if they follow you/don't look back/like Dylan in the movies.")
- Jill Subule hace una referencia en el álbum de 2000 Pink Pearl durante la canción "Heroes" (la letra dice: "Dylan was so mean to Donovan in that movie.")
- INXS hace un tributo a la secuencia preliminar de la película en el video musical de "Mediate", del álbum de 1987 Kick.
- Weird Al Yankovic hace una parodia de la canción y del video de "Subterranean Homesick Blues" en el tema "Bob".

## Dad al anarquista un cigarrillo
"Dad al anarquista un cigarrillo" (en la versión original, "Give the anarchist a cigarrette") es pronunciado por Dylan tras saber que algunos rotativos le habían calificado como anarquista en 1965. La frase es pronunciada en la escena final de la película.